# Joel Brown (Leichtathlet)

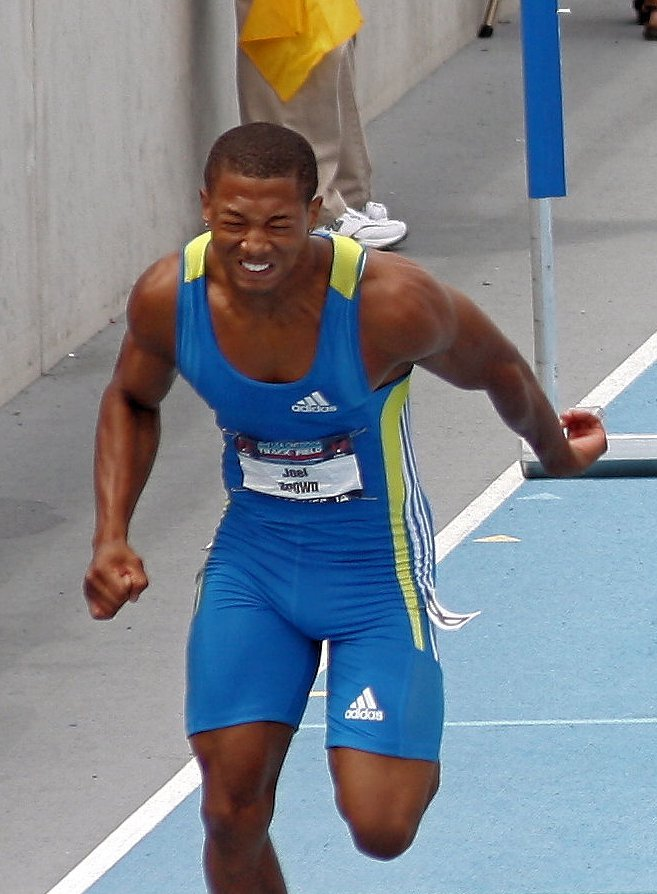
Joel Brown 2010

Joel Brown (* 31. Januar 1980 in Baltimore) ist ein US-amerikanischer Leichtathlet.
Der 110-m-Hürden-Sprinter Brown hatte seinen Durchbruch bei den US-amerikanischen Meisterschaften 2005, als er mit 13,28 Sekunden in persönlicher Bestzeit Vierter wurde. Da der US-amerikanische Weltmeister Allen Johnson automatisch für die Leichtathletik-Weltmeisterschaften 2005 qualifiziert war, durfte Brown als vierter Läufer für die USA in Helsinki antreten und kam bis ins Finale. Hier belegte er den sechsten Platz.
Joel Brown hat bei einer Körpergröße von 1,83 m ein Wettkampfgewicht von 75 kg.

## Persönliche Bestzeiten
- 100 m – 10,33 Sekunden
- 200 m – 20,55 Sekunden
- 110 m Hürden – 13,22 Sekunden

| Personendaten    | Personendaten                  |
| ---------------- | ------------------------------ |
| NAME             | Brown, Joel                    |
| KURZBESCHREIBUNG | US-amerikanischer Leichtathlet |
| GEBURTSDATUM     | 31. Januar 1980                |
| GEBURTSORT       | Baltimore                      |